# Lukáš Hroššo
Lukáš Hroššo (sinh 19 tháng 4 năm 1987) là một thủ môn bóng đá Slovakia thi đấu cho câu lạc bộ FC Nitra. Anh trước đây từng thi đấu cho ŠK Slovan Bratislava, Slovan Liberec và Dukla Praha.